# Сан-Б'яджо-Сарачиніско
Сан-Б'яджо-Сарачиніско (італ. San Biagio Saracinisco) — муніципалітет в Італії, у регіоні Лаціо,  провінція Фрозіноне.
Сан-Б'яджо-Сарачиніско розташований на відстані близько 125 км на схід від Рима, 50 км на схід від Фрозіноне.
Населення — 365 осіб (2014).

## Демографія
Населення за роками:

Станом на 1 січня 2023 року в муніципалітеті офіційно проживало 5 іноземців з 3 країн, серед них 1 громадянин країн Євросоюзу.

## Сусідні муніципалітети
- Кастель-Сан-Вінченцо
- Пічиніско
- Піццоне
- Роккетта-а-Вольтурно
- Сант'Елія-Ф'юмерапідо
- Валлеротонда